# شاکینگ بلو
شاکینگ بلو (به انگلیسی: Shocking Blue) یک گروه پاپ/راک هلندی است که در سال ۱۹۶۷ میلادی در لاهه شکل گرفت. موفق‌ترین اثر آن‌ها ترانهٔ «ونوس» است که در اواخر سال ۱۹۶۹ منتشر شد و در فوریهٔ ۱۹۷۰ به پرفروش‌ترین تک‌آهنگ ایالات متحده تبدیل شد. از آثار شاکینگ بلو تا سال ۱۹۷۳ بیش از ۱۳/۵ میلیون نسخه به فروش رسید و گروه در سال ۱۹۷۴ از هم فروپاشید. این گروه در بین سال‌های ۱۹۶۸ تا ۱۹۷۴، ۱۱ آلبوم منتشر کردند. خواننده اصلی این گروه ماریسکا فیرس بود.
آثار آن‌ها بارها توسط گروه‌های دیگر بازخوانی شده است. از موفق‌ترین آن‌ها اجرای مجدد «ونوس» توسط گروه پاپ بریتانیایی بناناراما است که در زمان انتشارش در سال ۱۹۸۶ در ردهٔ نخست پرفروش‌ترین‌های آمریکا جای گرفت.